# Gramelow
Gramelow ist ein Ortsteil der Stadt Burg Stargard des Amtes Stargarder Land im Landkreis Mecklenburgische Seenplatte in Mecklenburg-Vorpommern.

## Geographie
Der Ort liegt 6 Kilometer südsüdöstlich der Stadt Burg Stargard und 14 Kilometer südsüdöstlich von Neubrandenburg in einem Endmoränengebiet östlich des Tollensesees. Westlich des Ortes befindet sich der Gramelower See. Die Nachbarorte sind Teschendorf im Nordosten, Loitz im Osten, Quadenschönfeld im Süden, Warbende und Cammin im Südwesten sowie Riepke im Nordwesten.

## Geschichte
Die erste urkundliche Erwähnung des Ortes stammt aus dem Jahr 1404. Zu dieser Zeit wurde er unter dem Namen „Gramlow“ verzeichnet.
Zum 1. Januar 1973 wurde die zuvor selbständige Gemeinde Gramelow nach Teschendorf eingemeindet. Mit der Auflösung der Gemeinde Teschendorf und Eingliederung in die Stadt Burg Stargard zum 27. September 2009 wurde das Dorf dort zu einem Ortsteil.

## Bauwerke

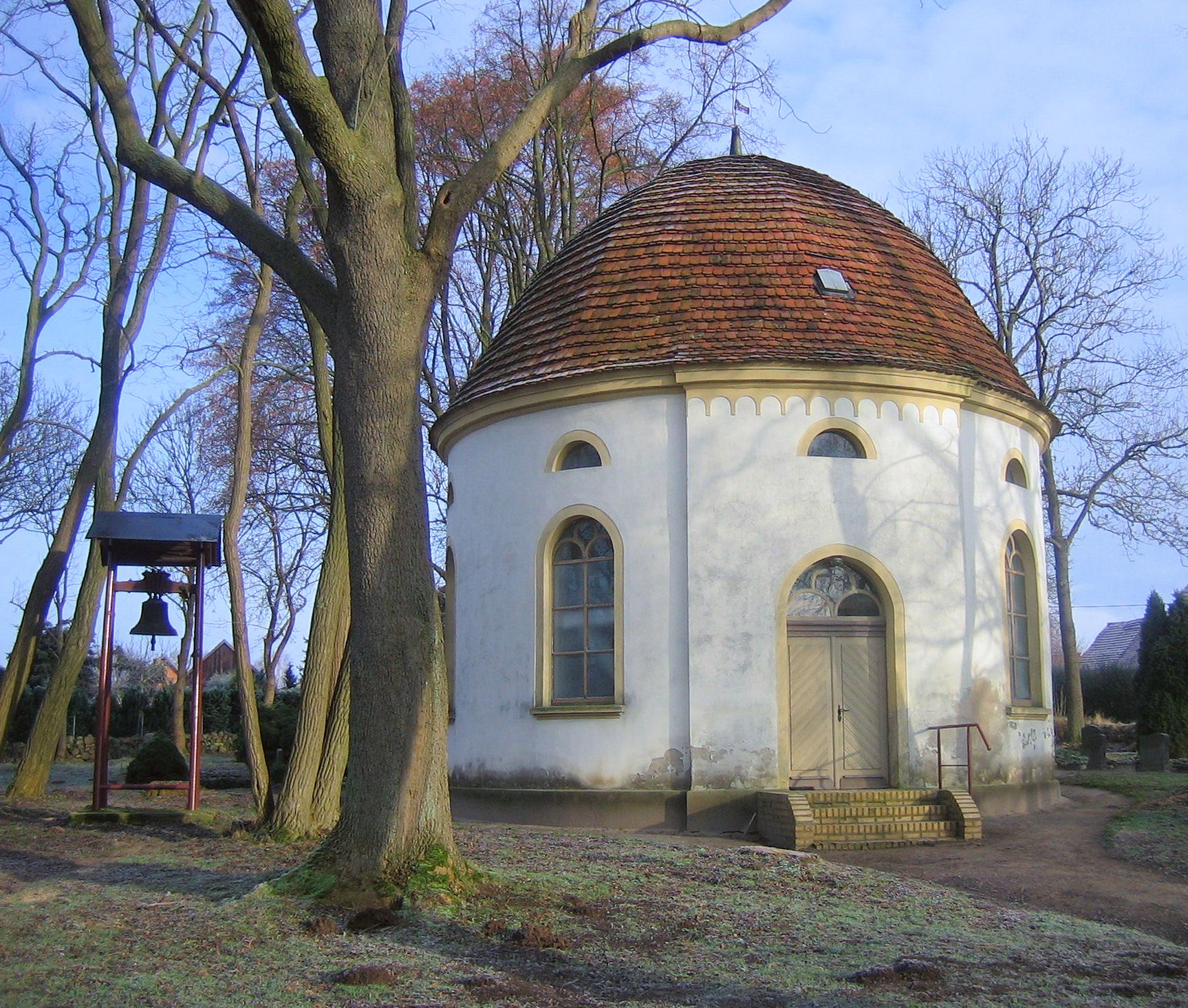
Dorfkirche Gramelow

Neben einer Gutsanlage mit Gutshaus führt die Denkmalliste des Landkreises Mecklenburgische Seenplatte weitere acht unter Schutz stehende Bauten im Dorf auf. Darunter die 1805 von Friedrich Wilhelm Dunckelberg errichtete evangelische Dorfkirche Gramelow, ein runder Putzbau mit Kuppeldach.

## Verkehr und ÖPNV
Durch den Ort verläuft die Landesstraße 331 in Nord-Süd-Richtung, die nach Burg Stargard im Norden und in der Gegenrichtung zur Bundesstraße 198 bei Stolpe führt.
Gramelow wird von 2 Buslinien der MVVG befahren. Hauptsächlich verkehren im Ort Schulbusse, aber auch normale Linienfahrten. Das besondere: Sogar am Wochenende finden jeweils zwei Fahrten in Richtung Feldberg und Neubrandenburg statt. 